# Séderon
Séderon – miejscowość i gmina we Francji, w regionie Owernia-Rodan-Alpy, w departamencie Drôme.
Według danych na rok 1990 gminę zamieszkiwało 245 osób, a gęstość zaludnienia wynosiła 12 osób/km² (wśród 2880 gmin regionu Rodan-Alpy Séderon plasuje się na 1383. miejscu pod względem liczby ludności, natomiast pod względem powierzchni na miejscu 485.).